# IC 1139
IC 1139 ist eine Galaxie vom Hubble-Typ S im Sternbild Kleiner Bär, die schätzungsweise 303 Millionen Lichtjahre von der Milchstraße entfernt ist.
Das Objekt wurde am 18. Juni 1888 von Lewis Swift entdeckt.